# ژان موندینو
ژان موندینو (فرانسوی: Jean-Baptiste Mondino‎؛ زادهٔ ۱۹۴۹) عکاس مد و کارگردان نماهنگ اهل فرانسه است. وی در سال ۱۹۴۹ در شهر اوبرویلیه متولد شد. وی نماهنگ‌هایی برای خوانندگانی مثل مدونا، دیوید بویی، استینگ و بیورک کارگردانی کرده است. این هنرمند چندین جلد آلبوم موسیقی را نیز طراحی نموده است.
ژان موندینو در سال ۱۹۸۵ ترانه‌ای به نام پسران تابستان را که دان هنلی خوانده بود، کارگردانی کرد. این نماهنگ برندهٔ ۴ جایزه از جمله «بهترین ویدئو»، «بهترین کارگردانی»، «بهترین کارگردانی هنری» و «بهترین فیلمبرداری» در جوایز موزیک ویدئوی ام‌تی‌وی شد.